# Perfuzionist

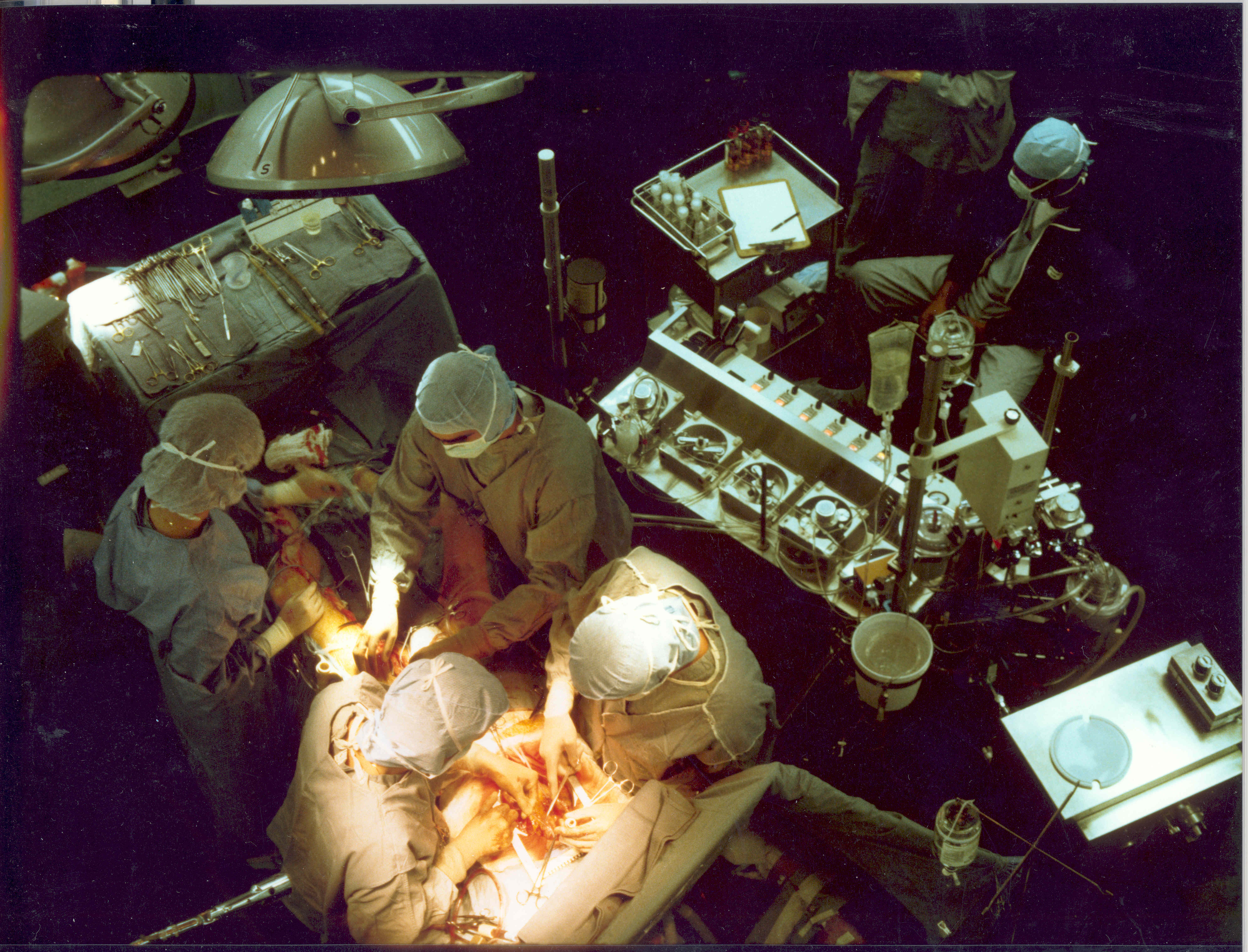
Un perfuzionist în fața unui aparat inimă-plămân (dreapta sus) la începutul unei intervenții chirurgicale de bypass coronarian

Un perfuzionist cardiovascular, un perfuziolist clinic sau un perfuziolog și, ocazional, un medic de bypass cardiopulmonar sau un om de știință în perfuzie clinică, este un profesionist din domeniul sănătății care operează aparatul de bypass cardiopulmonar (aparatul inimă-plămân) în timpul intervențiilor chirurgicale cardiace și altor intervenții chirurgicale care necesită bypass cardiopulmonar pentru a gestiona starea fiziologică a pacientului. Ca membru al echipei de chirurgie cardiovasculară, perfusionistul cunoscut și sub numele de perfuzionist clinic ajută la menținerea fluxului sanguin către țesuturile corpului, precum și la reglarea nivelurilor de oxigen și dioxid de carbon din sânge, folosind o mașină inimă-plămân.